# Urzeit
Urzeit oder Vorzeit bezeichnen sehr weit zurückliegende und schwer fassbare entwicklungsgeschichtliche Zeitspannen der Materie, der Welt und der Lebewesen. Urzeit ist ein gängiger, aber unspezifischer Begriff, der vor allem in populärwissenschaftlichen Publikationen, aber auch in der Poesie und in der Mythologie verwendet wird. Das Wort ist seit dem 17. Jahrhundert bezeugt und tritt ab dem 18. Jahrhundert häufiger auf, oft auch mit Präpositionen wie z. B. seit Urzeiten.
Der Wissenschaftszweig, der sich auch mit der Urzeit des Universums befasst, ist die Kosmologie. Die Erd- und Evolutionsgeschichte beschreiben die langen Zeitspannen, in denen der Planet Erde und seine Lebewesen ihre heutige Gestalt entwickelten. Die Frühzeit des Menschen kann als Urgeschichte bezeichnet werden, mit der Entwicklung des anatomisch modernen Menschen (Homo sapiens) beschäftigen sich u. a. die Menschheitsgeschichte und die Stammesgeschichte des Menschen.
Ein Beispiel für die Urzeit in der Mythologie stellt die Traumzeit der australischen Aborigines dar.
Die dritte Strophe aus der Völuspá (deutsch: Der Seherin Gesicht), die als das bedeutendste Gedicht des nordischen Mittelalters gilt und die gesamte mythologische Weltgeschichte von der Schöpfung bis zum Untergang darstellt, schildert den Urzustand der Welt:
Urzeit war es,

da Ymir hauste:

nicht war Sand noch See

noch Salzwogen,

nicht Erde unten

noch oben Himmel,

Gähnung grundlos,

doch Gras nirgend.